# Ribeira Seca (Lajes das Flores)
Ribeira Seca (Lajes das Flores) é um curso de água português localizado no concelho das Lajes das Flores, ilha das Flores, arquipélago dos Açores.
A Ribeira Seca tem origem a uma cota de cerca de 500 metros de altitude numa zona de nevoeiros e chuvas, nas imediações da Lagoa Funda das Lajes, do Alto do Mosteiro e do Miradouro da Boca da Batalha. 
A sua bacia hidrográfica procede à drenagem de uma vasta área e recebe vários afluentes entre os quais os que procedem à drenagem do Pico Negro e do Alto do Mosteiro. 
O seu curso de água que desagua no Oceano Atlântico, fá-lo na costa próximo da Lajes das Flores junto ao local denominado Calhau.  